# 1996 TO66

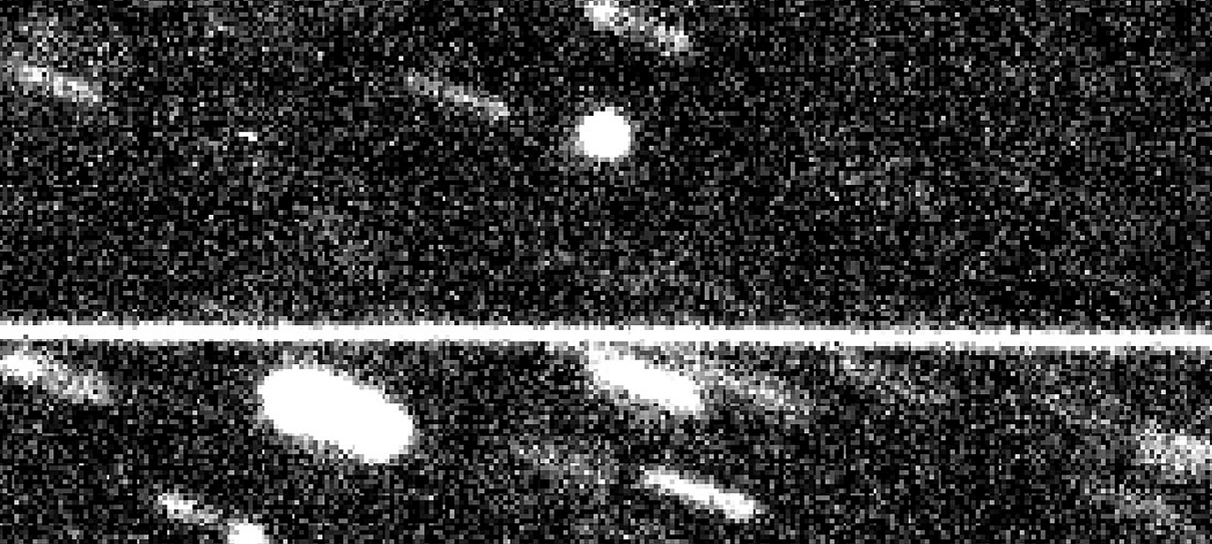
1996 TO66

1996 TO66 eller (19308) 1996 TO66 är ett objekt i Kuiperbältet. Den upptäcktes av astronomerna Chad Trujillo, David Jewitt och Jane X. Luu 1996 vid Mauna Kea. Den anses tillhöra Haumeafamiljen och den kretsar i bana omkring 43 AU från solen.